# David Benavidez
David Benavidez (* 17. Dezember 1996 in Phoenix, Arizona, USA) ist ein US-amerikanischer Profiboxer mexikanischer Abstammung und ehemaliger, zweifacher WBC-Weltmeister im Supermittelgewicht.
Er ist der jüngere Bruder des Profiboxers José Benavidez, der unter anderem 2014/15 WBA-Interims-Weltmeister und 2018 WBO-WM-Herausforderer war.

## Boxkarriere
David Benavidez bestritt lediglich 15 Amateurkämpfe und war unter anderem Sparringspartner von Lateef Kayode, Peter Quillin, Kelly Pavlik, Nobuhiro Ishida, Julius Jackson und Gennadi Golowkin.
Sein Profidebüt bestritt er am 17. August 2013 im Alter von 16 Jahren. Trainiert wird er von seinem Vater José Benavidez senior. Aufgrund seines Alters konnte er zu Beginn seiner Karriere nur in Mexiko boxen und gewann jeden seiner sieben Kämpfe vorzeitig, davon sechs in der ersten Runde. Im Alter von 18 Jahren durfte er auch in den USA boxen und wurde dort von Sampson Lewkowicz und dessen Sampson Boxing LLC aus Las Vegas unter Vertrag genommen. Sein US-Debüt gewann er drei Tage nach seinem 18ten Geburtstag.
Seine folgenden zehn Kämpfe gewann er jeweils vorzeitig und schlug dabei unter anderem Francy Ntetu (Kampfbilanz: 17-0) und Rogelio Medina (37-7, ehemaliger IBF-WM-Herausforderer). Er konnte daraufhin am 8. September 2017 in Las Vegas um die im Januar 2017 von Badou Jack niedergelegte und dadurch vakante WBC-Weltmeisterschaft im Supermittelgewicht boxen und besiegte dabei Ronald Gavril (18-1) durch geteilte Entscheidung nach Punkten (117:111, 116:111, 111:116). Er wurde damit, im Alter von 20 Jahren und neun Monaten, der bis dahin jüngste Boxweltmeister dieser Gewichtsklasse. Den Rückkampf gegen Gavril, und damit seine erste Titelverteidigung, gewann er am 17. Februar 2018 in Las Vegas einstimmig nach Punkten (119:109, 2x 120:108).
Im Mai 2018 unterschrieb Benavidez einen neuen Deal bei Top Rank Promotions des US-Promoters Bob Arum, machte den Vertragsabschluss jedoch zwei Wochen später rückgängig und wird seitdem wieder von Sampson Boxing LLC promotet. Einen von Top Rank erhaltenen Signierbonus von 250.000 US-Dollar gab er zurück.
Nachdem er bei einem am 27. August 2018 von der WADA durchgeführten Dopingtest positiv auf Benzoylecgonine, einem Hauptbestandteil von Kokain, getestet worden war, wurde ihm der WBC-Titel im September 2018 entzogen. Zusätzlich wurde er bis Februar 2019 mit einer Wettkampfsperre belegt. Seinen nächsten Kampf gewann er dann am 16. März 2019 durch K. o. in der zweiten Runde gegen J’Leon Love (24-2).
Am 28. September 2019 boxte er in Los Angeles gegen den neuen WBC-Titelträger Anthony Dirrell (33-1) und siegte durch K. o. in der neunten Runde, wodurch er erneut WBC-Weltmeister wurde. Benavidez hätte noch vor seiner Suspendierung in einer Pflichttitelverteidigung gegen Dirrell boxen sollen, wozu es wegen der Wettkampfsperre und dem Titelentzug nicht mehr gekommen war. Dirrell hatte sich den vakanten Titel dann im Februar 2019 durch einen Sieg gegen Avni Yıldırım gesichert.
Den WBC-Titel verlor er im August 2020 erneut außerhalb des Ringes, nachdem er bei der offiziellen Abwaage vor seinem nächsten Kampf gegen Roamer Angulo (26-1) das Gewichtslimit um 2,8 Pfund überschritten hatte. Im folgenden Kampf, bei dem es daher nur für Angulo um den WM-Titel ging, siegte Benavidez am 15. August 2020 in Uncasville durch TKO in der zehnten Runde.
Am 21. Mai 2022 siegte er durch TKO in der dritten Runde gegen David Lemieux (43-4) und wurde dadurch Interims-Weltmeister der WBC. Den Interimstitel verteidigte er am 25. März 2023 einstimmig nach Punkten gegen den ehemaligen IBF-Weltmeister Caleb Plant (22-1) und am 25. November 2023 vorzeitig gegen den bis dahin ungeschlagenen Demetrius Andrade (32-0).
Am 15. Juni 2024 gewann er in Las Vegas die WBC-Interims-Weltmeisterschaft im höheren Halbschwergewicht, nachdem er den ehemaligen WBC-Weltmeister Oleksandr Hwosdyk (20-1) einstimmig nach Punkten besiegt hatte. Seine erste Titelverteidigung gewann er am 1. Februar 2025 einstimmig gegen den Kubaner David Morrell (11-0) und gewann dadurch auch den regulären WBA-Weltmeistertitel seines Kontrahenten.

## Liste der Profikämpfe
| 30 Siege (24 K.-o.-Siege), 0 Niederlagen, 0 Unentschieden |               |                                                |                                                                    |                                               |
| Jahr                                                      | Tag           | Ort                                            | Gegner                                                             | Ergebnis für Benavidez                        |
| 2013                                                      | 17. August    | El Chamizal, Puerto Peñasco, Mexiko            | Erasmo Mendoza                                                     | Sieg / KO 1. Runde                            |
| 2013                                                      | 4. Dezember   | Salon Las Pulgas, Tijuana, Mexiko              | Edgar Galvan                                                       | Sieg / KO 1. Runde                            |
| 2014                                                      | 31. Januar    | Hipódromo de Agua Caliente, Tijuana, Mexiko    | Omar Aispuro                                                       | Sieg / TKO 1. Runde                           |
| 2014                                                      | 11. April     | Hipódromo Caliente, Tijuana, Mexiko            | Arturo Martinez                                                    | Sieg / TKO 1. Runde                           |
| 2014                                                      | 24. Mai       | Auditorio Municipal, Tijuana, Mexiko           | Erick Revueltas                                                    | Sieg / KO 4. Runde                            |
| 2014                                                      | 23. August    | Campos Deportivos, Tecate, Mexiko              | Jairo Dolores                                                      | Sieg / TKO 1. Runde                           |
| 2014                                                      | 11. Oktober   | Gimnacio Municipal de Box, Nogales, Mexiko     | Luis Juan Hernandez                                                | Sieg / TKO 1. Runde                           |
| 2014                                                      | 20. Dezember  | Celebrity Theatre, Phoenix, USA                | Azamat Umarzoda                                                    | Punktsieg (einstimmig) / 6 Runden             |
| 2015                                                      | 25. April     | Celebrity Theatre, Phoenix, USA                | Rollin Williams NABF-Junioren Halbschwergewicht-Meisterschaft      | Sieg / TKO 1. Runde                           |
| 2015                                                      | 15. Mai       | US Airway Centre, Phoenix, USA                 | Ricardo Campillo                                                   | Sieg / TKO 2. Runde                           |
| 2015                                                      | 5. September  | CUM Aguaprieta, Agua Prieta, Mexiko            | Alberto Gutierrez                                                  | Sieg / TKO 1. Runde                           |
| 2015                                                      | 14. November  | Hard Rock Hotel and Casino, Las Vegas, USA     | Felipe Romero                                                      | Sieg / TKO 1. Runde                           |
| 2016                                                      | 19. Januar    | Club Nokia, Los Angeles, USA                   | Kevin Cobbs                                                        | Sieg / KO 2. Runde                            |
| 2016                                                      | 30. April     | Dignity Health Sports Park, Carson, USA        | Phillip Jackson Benson                                             | Sieg / KO 2. Runde                            |
| 2016                                                      | 25. Juni      | Barclays Center, Brooklyn, USA                 | Francy Ntetu                                                       | Sieg / TKO 7. Runde                           |
| 2016                                                      | 5. August     | 2300 Arena, Philadelphia, USA                  | Denis Douglin                                                      | Sieg / TKO 10. Runde                          |
| 2017                                                      | 28. Januar    | MGM Grand Hotel, Las Vegas, USA                | Sherali Mamadjanov                                                 | Sieg / KO 2. Runde                            |
| 2017                                                      | 20. Mai       | Laredo Energy Arena, Laredo, USA               | Rogelio Medina                                                     | Sieg / TKO 8. Runde                           |
| 2017                                                      | 8. September  | Hard Rock Hotel and Casino, Las Vegas, USA     | Ronald Gavril vakante WBC-Supermittelgewicht-Weltmeisterschaft     | Punktsieg (geteilte Entscheidung) / 12 Runden |
| 2018                                                      | 17. Februar   | Mandalay Bay Resort and Casino, Las Vegas, USA | Ronald Gavril WBC-Supermittelgewicht-Titelverteidigung             | Punktsieg (einstimmig) / 12 Runden            |
| 2019                                                      | 16. März      | AT&T Stadium, Arlington, USA                   | J’Leon Love                                                        | Sieg / KO 2. Runde                            |
| 2019                                                      | 28. September | Staples Center, Los Angeles, USA               | Anthony Dirrell WBC-Supermittelgewicht-Weltmeisterschaft           | Sieg / KO 9. Runde                            |
| 2020                                                      | 15. August    | Mohegan Sun Arena, Uncasville, USA             | Roamer Angulo                                                      | Sieg / Aufgabe 10. Runde                      |
| 2021                                                      | 13. März      | Mohegan Sun Arena, Uncasville, USA             | Ronald Ellis                                                       | Sieg / TKO 11. Runde                          |
| 2021                                                      | 13. November  | Phoenix Suns Arena, Phoenix, USA               | Kyrone Davis                                                       | Sieg / TKO 7. Runde                           |
| 2022                                                      | 21. Mai       | Gila River Arena, Glendale, USA                | David Lemieux WBC-Interim Supermittelgewicht-Weltmeisterschaft     | Sieg / TKO 3. Runde                           |
| 2023                                                      | 25. März      | MGM Grand Hotel, Las Vegas, USA                | Caleb Plant WBC-Interim Supermittelgewicht-Titelverteidigung       | Punktsieg (einstimmig) / 12 Runden            |
| 2023                                                      | 25. November  | Michelob Ultra Arena, Las Vegas, USA           | Demetrius Andrade WBC-Interim Supermittelgewicht-Titelverteidigung | Sieg / Aufgabe 6. Runde                       |
| 2024                                                      | 15. Juni      | MGM Grand Garden Arena, Las Vegas, USA         | Oleksandr Gvozdyk WBC-Interim Halbschwergewicht-Weltmeisterschaft  | Punktsieg (einstimmig) / 12 Runden            |
| 2025                                                      | 1. Februar    | T-Mobile Arena, Las Vegas, USA                 | David Morrell WBA/WBC-Interim Halbschwergewicht-Titelvereinigung   | Punktsieg (einstimmig) / 12 Runden            |
| Quelle: David Benavidez in der BoxRec-Datenbank           |               |                                                |                                                                    |                                               |